# Березовка (Сумская область)
Березовка (укр. Березівка) — село, Катанский сельский совет,
Великописаревский район, Сумская область, Украина.

## Географическое положение
Село Березовка находится на правом берегу реки Ворсклица,
выше по течению на расстоянии в 2,5 км расположено село Ницаха (Тростянецкий район),
ниже по течению на расстоянии в 1,5 км расположено село Каменецкое (Тростянецкий район).

## История
Березовка основана в 1710 году. Являлось селом Кириковской волости Ахтырского уезда Харьковской губернии Российской империи.
Во время Великой Отечественной войны в 1941—1943 гг. село находилось под немецкой оккупацией.
Население по переписи 2001 года составляло 132 человека.